# Schwitzkasten (Film)
Schwitzkasten ist ein deutscher Kurzfilm aus dem Jahr 2011 von Christian Ricken. Die Hauptrolle der Filmkomödie spielt Roland Schreglmann. Seine Uraufführung hatte der Film im Rahmen der „Internationalen Kurzfilmtage Oberhausen“ am 9. Mai 2011. Die TV-Premiere fand im März 2012 im BR statt.

## Handlung
Der 18-jährigen Paul, der eigentlich die erste „heiße Nacht“ mit seiner Freundin Nina verbringen wollte, ist plötzlich in einer extrem heißen Automaten-Videothek gefangen und muss um seine Freiheit kämpfen. Trotz betrunkener Sicherheitsleute, prügelnder Biker und turtelnden Ur-Bayern gelingt es ihm, zu Nina zu kommen, wo ihm das Happy End aber verwehrt bleibt. 

## Auszeichnungen
- Prädikat wertvoll der Deutschen Film- und Medienbewertung (FBW)[3]
- Publikumspreis „Golden Moon“ auf dem Filmkunstfest Mecklenburg-Vorpommern[4]
- Bester Film bei Shorts at Moonlight 2011[5]
- 2. Preis beim 10. Festival de Curtmetratges de Comèdia de Torelló in Spanien

## Festival Screenings (Auswahl)
- Foyle Film Festival in Londonderry, UK[6]
- Message to Man Film Festival in St. Petersburg, Russland
- Alcine - Festival de Cine de Alcalá de Henares in Madrid, Spanien[7]
- Comedy Cluj International Film Festival in Cluj, Rumänien[8]
- Cyprus International Film Festival in Zypern
- Internationales Festival der Filmhochschulen in München[9]
- Filmfestival ContraVision in Berlin
- Fünf Seen Filmfestival in Starnberg